# 興亜専門学校 (旧制)
興亜専門学校（こうあせんもんがっこう）は、1941年（昭和16年）に設立された旧制専門学校で亜細亜大学の前身。

## 概要
1941年4月財団法人興亜協会が創設され、同時に付属の興亜専門学校が設立された。当時の国民的思想であった大東亜共栄圏建設のために有為な人材を養成する目的で開校した。興亜専門学校初代校長・興亜協会初代理事長は、陸軍軍人で貴族院議員となった菊池武夫。他に岩田愛之助（愛国社社主）、藤原繁（国士舘専門学校学生監）、太田耕造（貴族院議員）、松尾忠二郎（播磨造船所社長）らが中心的な人物である。
設立には国士舘専門学校（旧制）興亜科の藤原繁やその他の教職員が加わっていたため、学校法人国士舘及び国士舘大学の正史には興亜科が国士舘専門学校より分離したと記述がある（設置申請者が財団法人国士舘であったが興亜科自体は独立経営であった。ただし興亜専門学校設置により興亜科は廃止となったのは事実である）。
全寮制で第一部（満蒙支科）、第二部（南方科）、第三部（内地科）に分かれ、教員は早稲田大学、明治大学などから集められた。卒業生に田中六助らがいる。
1945年9月25日に開かれた財団法人興亜協会の理事会で、興亜協会の寄附行為変更が決議され、財団法人興亜協会は財団法人日本経済専門学校に、興亜専門学校は日本経済専門学校と改称。大陸科、南洋科は廃止され、内地科を拡充した経済科が設置された。その後、法人は学校法人猶興学園、学校法人亜細亜学園と、また、その設置する学校は日本経済短期大学、亜細亜大学と変遷する。